# Andrij Hładkych
Andrij Ołeksandrowycz Hładkych (ukr. Андрій Олександрович Гладких; ur. 18 marca 1994) – ukraiński zapaśnik walczący w stylu klasycznym. Zajął szesnaste miejsce na mistrzostwach świata w 2018. Siódmy w Pucharze Świata w 2016. Brązowy medalista ME U-23 w 2016. Trzeci na mistrzostwach Ukrainy w 2016 roku.